# Peter Kerp (Politiker, 1919)
Peter Kerp (* 27. Dezember 1919 in Neukölln bei Berlin; † 14. September 1997 in Berlin) war ein deutscher Politiker (CDU) und FDV.
Peter Kerp besuchte das Gymnasium am Lietzensee (heute Canisius-Kolleg) und legte dort 1938 das Abitur ab. Er studierte an der Universität Berlin Medizin. Kerp wurde von der Wehrmacht eingezogen, konnte aber im Februar 1945 das medizinische Staatsexamen ablegen.
Nach dem Zweiten Weltkrieg eröffnete Kerp schon im Mai 1945 eine eigene Arztpraxis, gleichzeitig war er Stationsarzt im Kreuzberger Krankenhaus Am Urban. Er trat 1946 der CDU bei und wurde bei der Berliner Wahl 1948 in die Bezirksverordnetenversammlung (BVV) in Kreuzberg gewählt. Ab 1950 war er der Vorsitzende der Interessengemeinschaft Berliner Ärzte. Da Erich Steinbeck zum Bezirksstadtrat für Gesundheitswesen in Kreuzberg gewählt wurde, rückte Kerp im März 1951 in das Abgeordnetenhaus von Berlin nach. Auch vier Jahre später rückte er für Steinbeck in das Parlament nach. Am 1. Juli 1952 führt er zusammen mit der „Kampfleitung der Berliner Ärzte“ die Sozialversicherungsärzte Berlin in den „vertragslosen Zustand“, so dass diese keine Krankenscheine der Versicherungsanstalt Berlin mehr als Behandlungsausweis akzeptierten. 1957 verließ er die CDU-Fraktion und schloss sich der Freien Deutschen Volkspartei (FDV) an.